# Festuca acuminata
Espèce
Classification phylogénétique
Festuca acuminata, ou Fétuque bigarée, est une espèce de plantes du genre des fétuques et de la famille des poacées.